# Тевче (Айдовщина)
Тевче (словен. Tevče) — невелике поселення на лівому березі річки Віпави на південь від м. Айдовщина в общині Айдовщина. Висота над рівнем моря: 289,8 метрів.